# Amsterdam Pipe Museum
Het Amsterdam Pipe Museum is een museum in Amsterdam met een collectie rookpijpen en tabaksgerelateerde parafernalia. Het museum geeft een overzicht van het roken in vijf continenten van de vroegste tijden (500 v.Chr.) tot heden. De permanente tentoonstelling van het Amsterdam Pipe Museum toont ruim 2.000 objecten die representatief zijn voor de grote variëteit in tabakspijpen en toebehoren die gedurende 25 eeuwen over de hele wereld zijn gebruikt. Voor 2013 heette het Amsterdam Pipe Museum het Pijpenkabinet, de naam is ten gunste van de internationale promotie gewijzigd.

## Geschiedenis
Het Amsterdam Pipe Museum is gestart als een particuliere collectie in 1969. Tussen 1975 en 1982 was de collectie tentoongesteld in een kunst- en antiekcentrum aan het Frederiksplein in Amsterdam. De aandacht was toen vooral gericht op de bekende Nederlandse kleipijp.
In 1982 verhuisde het museum naar Leiden, waar het in de Regentenkamer van het Hof Meermansburg als openbaar museum functioneerde tot 1995. De collectie werd in die tijd in belangrijke mate uitgebreid met historische en etnografische objecten.
In 1995 verhuisde het museum terug naar Amsterdam en is nu gevestigd in een grachtenhuis aan de Prinsengracht 488, tussen het Leidseplein en het Rijksmuseum. De vaste presentatie toont in meer dan twintig vitrines de wereldwijde rookcultuur.

## Collectie

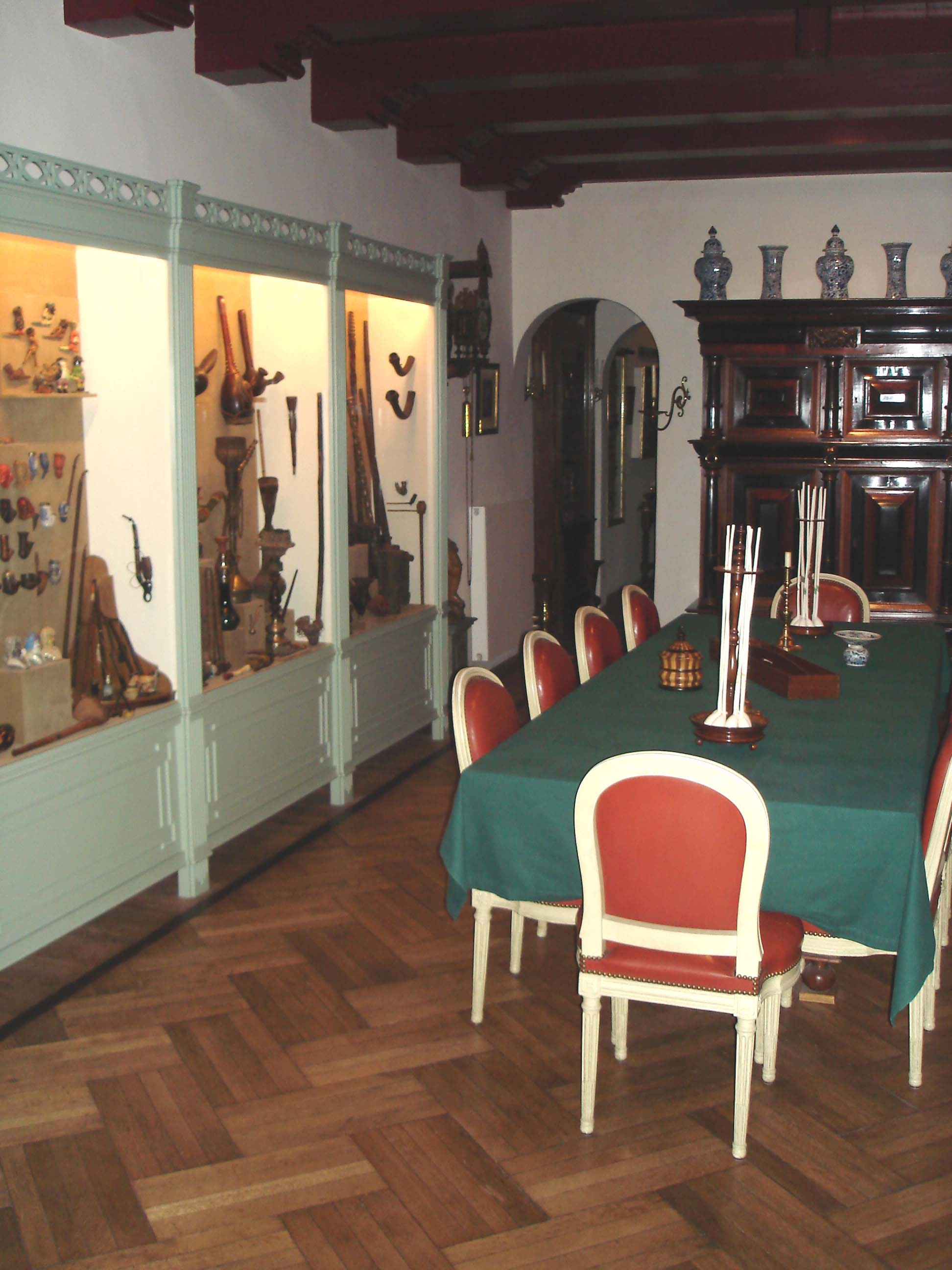
Interieur van het Amsterdam Pipe Museum in Amsterdam, de zaal

De collectie van het museum is sinds haar ontstaan voortdurend gegroeid. In 2014 telt de verzameling meer dan 30.000 objecten. Een representatief deel wordt permanent tentoongesteld in de vitrines van het museum. Het depot van het museum huisvest de studiecollectie. 
Binnen de totale collectie van het Amsterdam Pipe Museum kunnen verschillende deelcollecties worden onderscheiden:
- precolumbiaans: tabakspijpen uit midden Amerika uit de prehistorie van het roken
- archeologisch: bodemvondstpijpen ofwel rookpijpen die in Nederland en omringende landen zijn opgegraven
- historisch: kleipijpen uit Nederland die boven de grond bewaard zijn gebleven
- etnografie: rookpijpen uit Afrika, Azië en Amerika
- opiumpijpen: Chinese opiumpijpen, maar ook voorbeelden uit andere landen
- pijpenmakersgereedschap: pijpvormen en overige gereedschappen om tabakspijpen te maken

Enkele collecties worden naar materiaal ingedeeld zoals: 
- klei: rookpijpen van aardewerk gemaakt vooral uit de 19e en 20e eeuw
- porselein: tabakspijpen beschilderd of kunstzinnig vorm gegeven
- meerschuim: gesneden tabakspijpen en sigarenhouders
- hout: tabakspijpen van bruyère en andere houtsoorten zowel figuraal als design
- overige materialen: hier vallen andere materialen onder zoals ivoor, been, glas, metaal en kunststof

|  |  |  |

## Het gebouw

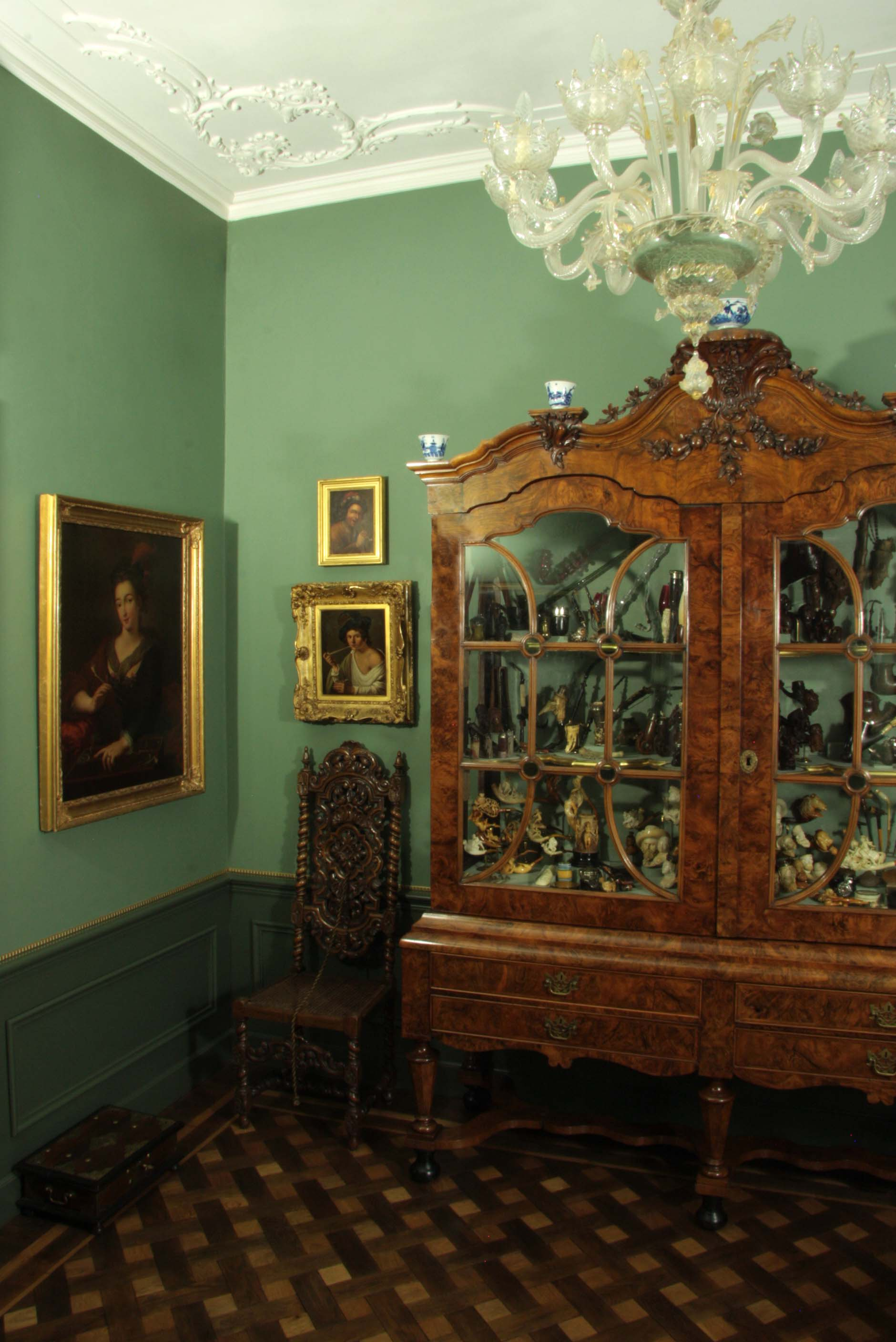
Interieur van het Amsterdam Pipe Museum in Amsterdam met kabinet

Het museum is gehuisvest op het adres Prinsengracht 488, in een historisch grachtenpand in het centrum van Amsterdam. Het huis dateert van rond 1670 en maakt onderdeel uit van de zogenaamde vierde uitleg, het sluitstuk van de Grachtengordel.
Rond 1800 werd het huis gerenoveerd: de ramen werden vergroot en de geveltop werd vervangen door een lijstgevel. De hardstenen stoep en het bovenlicht boven de voordeur bleven in originele staat bewaard. Het interieur getuigt van de geschiedenis van drie eeuwen, met het zorgvuldig gerestaureerde stucplafond en marmeren gang, het authentieke balkenplafond met historische kleuren.
Het souterrain heeft een aparte ingang naar de museumwinkel. De vaste presentatie van het museum is op de bel-etage te zien. De hogere verdiepingen zijn in gebruik als bibliotheek, documentatiecentrum en kantoor.